# Манью (департамент)
Манью (фр. Manyu) — один из 6 департаментов Юго-Западного региона Камеруна. Находится в северной части региона, занимая площадь в 9 565 км².
Административным центром департамента является город Мамфе (фр. Mamfé). Граничит с Нигерией на севере и западе, а также департаментами: Менчум (на северо-востоке), Момо (на востоке), Лебьялем (на юго-востоке), Купе-Маненгуба и Ндиан (на юге).

Департамент Манью на карте Юго-Западного региона

## Административное деление
Департамент Манью подразделяется на 4 коммуны:
1. Аквайя (фр. Akwaya)
2. Эюмоджок (фр. Eyumodjock)
3. Мамфе (фр. Mamfé)
4. Тинто (фр. Tinto)